# Cimitero di Monaco
Il cimitero di Monaco (in francese cimetière de Monaco, in  monegasco çemeteri de Múnegu o campu santu de Múnegu) è l'unico cimitero del Principato di Monaco e si trova nel quartiere di La Colle presso l'ospedale principessa Grace e il Giardino esotico, non lontano dal confine con la Francia.

## Il cimitero
Il cimitero di Monaco è stato costruito nel 1868 sullo stile dei cimiteri monumentali italiani (ispirato principalmente al cimitero monumentale di Staglieno di Genova) dal principe Carlo III. Nel 1993 il principe Ranieri III all'ingresso del cimitero ha inaugurato una stele per commemorare i 43 ebrei monegaschi internati prima a Beausoleil, poi portati a Nizza e infine trasferiti da Drancy ad Auschwitz e Kaunas dalla Gestapo.

## Defunti famosi qui sepolti
- Jean-Baptiste Arban (1825 - 1885), trombettista e compositore francese
- Bob Azzam (1925 - 2004), cantante egiziano
- Joséphine Baker (1906 - 1975), cantante e danzatrice statunitense naturalizzata francese
- Marie Bell (1900 - 1985), attrice francese
- Jules Bianchi (1989 - 2015), pilota automobilistico francese
- Giovanni Luigi Bonelli (1908 - 2001), fumettista, scrittore ed editore italiano
- Anthony Burgess (1917 - 1993), scrittore, critico letterario e glottoteta britannico
- Cécile Chaminade (1857 - 1944), compositrice e pianista francese
- Jean Chevrier (1915 - 1975), attore francese
- Louis Chiron (1899 - 1979), pilota automobilistico monegasco
- Léo Ferré (1916 - 1993), cantautore, poeta, scrittore e anarchico monegasco
- Jean-Michel Folon (1934 - 2005), illustratore, pittore e scultore belga
- Lucien Gallas (1904 - 1967), attore francese
- Lewis Gilbert (1920 - 2018), regista e sceneggiatore inglese
- Augusto Maccario (1889 - 1927), mezzofondista italiano
- Roger Moore (1927 - 2017), attore britannico
- Asraf Pahlavi (1919 - 2016), principessa persiana
- Henryk Szeryng (1918 - 1988), violinista polacco naturalizzato messicano
- Louis Vatrican (1904 - 2007), agronomo monegasco